# Материально-техническое обеспечение Вооружённых сил Российской Федерации
Материально-техническое обеспечение Вооружённых сил Российской Федерации (МТО ВС России) — составная часть Вооружённых сил Российской Федерации (ВС России): единая система органов управления, специальных войск, учреждений и других военных организаций, осуществляющих техническое и тыловое обеспечение всех видов вооружённых сил и отдельных родов войск ВС России.
Единая система МТО ВС России объединяет в себе 2 ранее самостоятельных вида всестороннего обеспечения вооружённых сил — технический и тыловой, существовавших в структуре Тыла Вооружённых сил Российской Федерации.
Материально-техническое обеспечение организуется и осуществляется во всех видах повседневной и боевой деятельности, с целью поддержания войск и сил в постоянной готовности к выполнению задач по предназначению.

## Задачи
К сфере деятельности служб материально-технического обеспечения Вооружённых сил Российской Федерации относятся следующие вопросы:
- обеспечение Вооружённых сил Российской Федерации вооружением и военной техникой для выполнения задач военнослужащими по защите Отечества;
- заправка военной техники горючим;
- обеспечение военнослужащих обмундированием, питанием; организация бытовых условий;
- какие материальные средства (форма одежды, экипировка, предметы быта и т. д.) выдаются в пользование военнослужащим и в соответствии с какими нормативами;
- помывка военнослужащих, смена, стирка и ремонт белья в стационарных и полевых условиях;
- ремонт и восстановление автомобильных и железнодорожных подъездных путей не общего пользования к объектам Министерства обороны Российской Федерации (Минобороны России);
- организация перевозок воинских грузов, а также проезда военнослужащих по личным обстоятельствам и по служебной деятельности, в том числе в период проведения призывных компаний;
- приём, хранение, учёт и выдача материальных средств со складов;
- организация эксплуатации и ремонта вооружения, военной техники и материальных средств;
- поддержание исправного состояния казарм, зданий, сооружений, находящихся на территории воинских частей, военных городков, их уборка, обеспечение коммунальными услугами;
- обеспечение точности и достоверности измерений;
- подготовка военных кадров и младших специалистов для дальнейшего прохождения ими службы в соединениях, воинских частях и подразделениях материально-технического обеспечения;
- ветеринарно-санитарный контроль продовольствия, мероприятия по защите окружающей среды и противопожарная охрана на объектах Министерства обороны РФ.

## Состав
Структура Центрального аппарата МТО ВС России:
- Штаб материально-технического обеспечения Вооружённых сил Российской Федерации;
- Департамент транспортного обеспечения Министерства обороны;
- Департамент эксплуатационного содержания и обеспечения коммунальными услугами воинских частей и организаций Министерства обороны;
- Управление ракетного топлива и горючего Министерства обороны;
- Вещевое управление Министерства обороны;
- Продовольственное управление Министерства обороны;
- Главное автобронетанковое управление Министерства обороны;
- Главное ракетно-артиллерийское управление Министерства обороны;
- Главное управление начальника Железнодорожных войск;
- Управление метрологии ВС России.

Основными направлениями их деятельности являются:
- планирование обеспечения в рамках государственной программы вооружения, государственного оборонного заказа и доведённых лимитов бюджетных обязательств;
- организация по закреплённой номенклатуре поставок продукции, выполнения работ, оказания услуг в соответствии с заключёнными государственными контрактами;
- контроль обеспеченности войск (сил) вооружением, военной техникой и другими материальными средствами;
- контроль полноты и качества доведения норм довольствия до военнослужащих;
- правовое регулирование обеспечивающих процессов;
- развитие и техническое оснащение служб материально-технического обеспечения;
- организация подготовки офицерских кадров и младших специалистов по специальностям служб материально-технического обеспечения.

## Учебные заведения
Обучением специалистов МТО занимается Военная академия материально-технического обеспечения имени генерала армии А. В. Хрулёва (ВА МТО) Министерства обороны Российской Федерации.

## Формирования МТО
Подвижная компонента системы МТО включает отдельные бригады МТО, железнодорожные бригады, технические ракетные базы, отдельный полк обеспечения, ремонтно-эвакуационные полки, отдельные автомобильные, дорожно-комендантские, ремонтно-эвакуационные батальоны.
- 51-я отдельная бригада материально-технического обеспечения, в/ч 72152 (г. Санкт-Петербург)
- 69-я отдельная бригада материально-технического обеспечения, в/ч 11385 (г. Дзержинск, Нижегородская область).
- 78-я отдельная бригада материально-технического обеспечения, в/ч 11384 (г. Будённовск, Ставропольский край)
- 99-я отдельная бригада материально-технического обеспечения, в/ч 72153 (г. Майкоп, Республика Адыгея)
- 101-я отдельная бригада материально-технического обеспечения, в/ч 11388 (г. Уссурийск, Приморский край)
- 102-я отдельная бригада материально-технического обеспечения, в/ч 72155 (г. Улан-Удэ, Республика Бурятия)
- 103-я отдельная бригада материально-технического обеспечения, в/ч 72157 (г. Белогорск, Амурская область)
- 104-я отдельная бригада материально-технического обеспечения, в/ч 11387 (г. Чита, Забайкальский край)
- 105-я отдельная бригада материально-технического обеспечения, в/ч 11386 (п. Рощинский, Самарская область)
- 106-я отдельная бригада материально-технического обеспечения, в/ч 72154 (г. Юрга, Кемеровская область)
- 133-я отдельная бригада материально-технического обеспечения, в/ч 73998 (г. Бахчисарай, Республика Крым)
- 152-я отдельная бригада материально-технического обеспечения, в/ч 80504 (г. Лиски, Воронежская область)[5]
- 5-я отдельная железнодорожная Познанская Краснознамённая бригада, в/ч 01662 (г. Абакан, Хакасия)
- 7-я отдельная железнодорожная бригада, в/ч 45505 (г. Комсомольск-на-Амуре, Хабаровский край)
- 29-я отдельная железнодорожная Варшавская орденов Кутузова и Красной Звезды бригада, в/ч 33149 (п. Красный Бор, Смоленская область)
- 34-я отдельная железнодорожная бригада, в/ч 01855 (г. Рыбное, Рязанская область)
- 37-я отдельная железнодорожная бригада, в/ч 51473 (г. Волгоград, Волгоградская область)
- 38-я отдельная железнодорожная бригада, в/ч 83497 (г. Ярославль, Ярославская область)
- 39-я отдельная железнодорожная ордена Жукова бригада, в/ч 01228 (г. Керчь, Крым и г. Тимашёвск, Краснодарский край)
- 43-я отдельная железнодорожная бригада, в/ч 61207 (г. Екатеринбург, Свердловская область)
- 48-я отдельная железнодорожная бригада, в/ч 55026 (г. Омск, Омская область)
- 50-я отдельная железнодорожная бригада, в/ч 03415 (г. Свободный, Амурская область)
- 118-й отдельный понтонно-мостовой железнодорожный батальон, в/ч 29420 (г. Хабаровск, Хабаровский край)
- 333-й отдельный понтонно-мостовой железнодорожный батальон, в/ч 21483 (г. Волгоград)
- 3-й ремонтно-восстановительный полк, в/ч 63661 (г. Зарайск, Московская область)
- 5-й отдельный ремонтно-эвакуационный полк, в/ч 96624(г. Можайск, Московская область)
- 9-й отдельный ремонтно-эвакуационный полк (Ленинградская область)
- 10-й отдельный ремонтно-эвакуационный полк, в/ч 25356 (г. Славянск-на-Кубани, Краснодарский край)
- 24-й отдельный ремонтно-восстановительный полк (г. Оренбург)
- 33-й отдельный ремонтно-эвакуационный полк (комплексного ремонта) , (г. Орехово-Зуево, Московская область)
- 100-й отдельный полк обеспечения, в/ч 85084 (п. Калининец, Московская область)

## Начальники
- генерал армии Булгаков Дмитрий Витальевич (2010—2022)[2],
- генерал-полковник Мизинцев Михаил Евгеньевич (2022—2023),
- генерал-полковник Кузьменков Алексей Михайлович (2023—2024),
- генерал-лейтенант Булыга Андрей Михайлович (с 2024).

## День тыла
1 августа в Вооружённых силах России ежегодно отмечается День Тыла Вооружённых сил Российской Федерации — профессиональный праздник военнослужащих, гражданского персонала и ветеранов, имеющих отношение к тылу Вооружённых сил России.